# Seychellaltica
Seychellaltica – rodzaj chrząszczy z rodziny stonkowatych i podrodziny pchełek ziemnych.

## Morfologia i zasięg
Chrząszcze o rozmiarach kilku mm. Wierzch ciała mają ubarwiony w różnych odcieniach brązu, często z żółtymi znakami na pokrywach. Głowa ich ma szerokie czoło, bardzo krótkie bruzdy czołowe, słabo i równomiernie punktowane ciemię, duże oczy niemal eliptycznego kształtu i nieco dłuższe od połowy ciała czułki. Szersze niż dłuższe przedplecze ma różnorodnie i skąpo punktowaną powierzchnię, proste lub lekko zaokrąglone, zbieżne ku tyłowi boki oraz obrzeżone krawędzie boczne i tylną. Półokrągła lub prawie trójkątna tarczka ma delikatnie szagrynowaną powierzchnię. Pokrywy mają dobrze zaznaczone guzy barkowe, prawie równoległe do lekko zaokrąglonych boki, po dziewięć punktowanych rzędów i parę rządków przyszwowych. Skrzydła tylnej pary są w pełni wykształcone. Na przedpiersiu brak punktowania. Śródpiersie jest szerokie. Mocno wydłużone zapiersie ma pośrodkowe wgłębienie przy tylnej krawędzi. Golenie odnóży środkowej pary mają jedno ząbkowane i orzęsione wykrojenie, zaś te tylnej pary mają ząbkowane i orzęsione wykrojenia na krawędziach zewnętrznej i wewnętrznej oraz żłobek na powierzchni grzbietowej. Stopy przedniej i środkowej pary mają pierwszy człon wyraźnie niesymetryczny i ponaddwukrotnie dłuższy niż dwa następne razem wzięte. Uda tylnej pary są umiarkowanie rozdęte. Sternity odwłoka są skąpo, żółtawo owłosione i pozbawione punktowania. Pygidium jest całkowicie ukryte pod pokrywami.
Rodzaj ograniczony zasięgiem do krainy madagaskarskiej, endemiczny dla Seszeli.

## Taksonomia
Takson ten wprowadzony został w 2002 roku przez Maurizia Biondiego na łamach „Italian Journal of Zoology”. Gatunkiem typowym wyznaczona została Chaetocnema mahensis, opisana w 1931 roku przez Samarendrę Maulika.
Do rodzaju tego zalicza się cztery opisane gatunki:
- Seychellaltica gardinieri Biondi, 2002
- Seychellaltica krishna (Maulik, 1931)
- Seychellaltica mahensis (Maulik, 1931)
- Seychellaltica praslinensis Biondi, 2002